# Comités de Acción Búlgaros

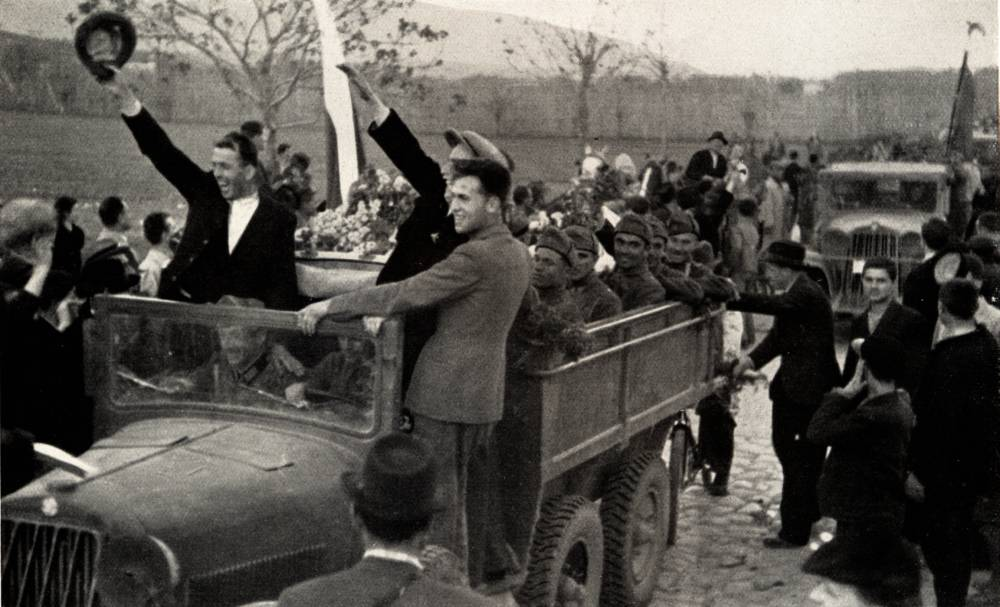
Los búlgaros de Macedonia dieron la bienvenida a las tropas búlgaras en abril de 1941.

Los Comités de Acción Búlgaros en Macedonia fueron organizaciones nacionalistas patrióticas de búlgaros en Macedonia durante 1941, envalentonados por la invasión de Yugoslavia por parte de la Alemania nazi, decididos a poner fin al dominio yugoslavo (serbio) en la región, percibido como opresivo por los búlgaros macedonios y por los representantes de otras comunidades o tendencias políticas en la Macedonia del Vardar. También se sintieron alentados por las relaciones amistosas entre la Alemania nazi y Bulgaria, y por la esperanza de que después de que el ejército alemán arrasara con el búlgaro, lo lograría.
La época de los Comités de Acción Búlgaros fue una época en la que se atestiguó una aguda falta de autoridad. Los serbios en posiciones de autoridad habían huido de la mayor parte de la región, sin miedo a los alemanes, pero principalmente a las represalias de la población búlgara local. Los búlgaros, específicamente los Comités de Acción, buscaron tomar el control de la región para Bulgaria, sentando las bases para el dominio búlgaro. El Comité Ejecutivo de la organización estuvo encabezado por: Stefan Stefanov de Kratovo, presidente, Spiro Kitinchev de Skopie, vicepresidente y Vasil Hadzhikimov de Štip (Novo selo), secretario. En Veles, los Comités de Acción Búlgaros recibieron el apoyo activo de funcionarios comunistas populares como Panko Brashnarov.
Cuando el gobierno yugoslavo fue reemplazado por la administración militar alemana y finalmente por el gobierno búlgaro, estos objetivos se cumplieron. El 18 de mayo de 1941, el mando militar alemán en Skopie entregó oficialmente el poder administrativo al Estado búlgaro. Sin embargo, una vez que se organizaron la región y la administración, los Comités de Acción quedaron marginados y finalmente se disolvieron.